# John Brunner
John Kilian Houston Brunner (n. 24 septembrie 1934, Wallingford, Anglia, Regatul Unit – d. 25 august 1995, Glasgow, Scoția, Regatul Unit) a fost un scriitor britanic, autor a multor romane și povestiri science-fiction. Romanul său din 1968 despre o lume suprapopulată, Zanzibar, a fost recompensat în același an cu premiul Hugo pentru cel mai bun roman și cu Premiul Asociației Britanice de Science Fiction. Acest din urmă premiu a recompensat în 1970 și romanul Orbită periculoasă.

## Viața
S-a născut în Preston Crowmarsh, lângă Wallingford, în Oxfordshire, și a urmat școala în Cheltenham. La vârsta de 17 ani a scris primul roman, Galactic Storm, sub pseudonimul Gill Hunt, dar scrisul a devenit profesia lui principală abia din 1958. A fost ofițer în Forțele Aeriene Regale între 1953 și 1955 și s-a căsătorit cu Marjorie Rosamond Sauer pe 12 iulie 1958.
În anii '80 sănătatea sa a intrat în declin, înrăutățindu-se odată cu moartea soției sale, survenită în 1986. Pe 27 septembrie 1991 s-a recăsătorit cu Li Yi Tan. Brunner a murit de infarct în Glasgow, Scoția, pe 25 august 1995, în timp ce participa la Convenția Mondial Science Fiction care se ținea acolo.
Scriitorul a vizitat România în 1994 cu ocazia convenției Eurocon ținută la Timișoara.

## Opera literară
Abordând la început genuri convenționale gen space opera, Brunner a început ulterior să experimenteze în privința formei romanului. În 1969 a primit Premiul Hugo la secțiunea "Cel mai bun roman" pentru Zanzibar (1968). În același an, a primit și premiul British Science Fiction la aceeași secțiune. Romanul exploatează stilul de organizare fragmentată inventat de John Dos Passos pentru U.S.A. trilogy, dar o aduce la zi în ceea ce privește teoria media popularizată de Marshall McLuhan. Orbită Periculoasă a primit premiul BSF în 1971. Romanul Oile privesc în sus 1972) a constituit un avertisment profetic în legătură cu dezastrele ecologice. Brunner este creditat cu inventarea termenului vierme și cu previziunea apariției virușilor informatici în romanul său din 1975, Călător pe unda de șoc,  roman proto-Cyberpunk în care folosește termenul pentru a descrie un software care se autoreproduce într-o rețea de calculatoare. Printre pseudonimele sale se numără K. H. Brunner, Gill Hunt, John Loxmith, Trevor Staines și Keith Woodcott.
Transmisia la distanță a materiei, temă abordată de John Brunner în romanul The Dreaming Earth (1963) i-a oferit autorului material interesant suficient pentru a inspira două încercări ulterioare de a continua publicarea unor lucrări de mare amploare, Rețelele infinitului (1974) și Infinitivul de la Go (1980).
În afara ficțiunii sale, el a scris o serie de articole gratuite pentru diverse publicații, mai ales fanzine, dar și 13 scrisori către New Scientist și un articol în Physics Education. Brunner a fost un membru acriv al organizației Campania pentru Dezarmare Nucleară și a scris versurile melodiei The H-Bomb's Thunder, cântată cu ocazia marșurilor Aldermaston. A fost lingvist și Invitat de Onoare la prima Convenție Europeană de Science Fiction, Eurocon-1, ținută la Trieste în 1972.

### Imperiul interstelar
- Galactic Storm (1951, pseudonim: Gill Hunt) - roman
- "The Man from the Big Dark" (1958) - nuvelă
- "The Space-Time Juggler" (1963) - nuvelă, publicată și cu titlul The Wanton of Argus
- The Altar at Asconel (1965) - roman, publicat și cu titlul The Altar on Asconel
- Interstellar Empire (1976) - ediție omnibus cuprinzând The Altar on Asconcel, The Man from the Big Dark și The Wanton of Argus/The Space-Time Juggler

### Călătorul în negru
- "Imprint of Chaos" (1960) - nuveletă
- "Break the Door of Hell" (1966) - nuveletă
- "The Wagger Lost By Winning" (1970) - nuveletă
- The Traveller in Black (1971) - culegere de povestiri, revizuită, extins și republicat 1986 sub titlul The Compleat Traveller in Black
- "Dread Empire" (1971) - nuveletă
- "The Things That Are Gods" (1979) - nuveletă

### Planetele refugiaților de pe Zarathustra
- Secret Agent of Terra (1962) - revizuit și republicat în 1969 cu titlul The Avengers of Carrig

ro. Răzbunătorii din Carrig
- Castaways' World (1963) - revizuit și republicat în 1974 cu titlul Polymath

ro. Polymathul
- The Repairmen of Cyclops (1965)

ro. Depanatorii de pe Cyclops
- Victims of the Nova (1989) - ediție omnibus cuprinzând cele trei romane

ro. Victimele novei - editura DU Style, 1996

### Alte romane
- Threshold of Eternity (1959)
- The 100th Millennium (1959) - revizuit și republicat în 1968 sub titlul Catch a Falling Star (1968)

ro. Să prinzi o stea căzătoare - editura Rao, 1998
- The Brink (1959)
- Echo in the Skull (1959) - revizuit și republicat în 1974 sub titlul Give Warning to the World
- The World Swappers (1959)
- The Atlantic Abomination (1960)
- Sanctuary in the Sky (1960)
- The Skynappers (1960)
- Slavers of Space (1960) - revizuit și republicat în 1968 sub titlul Into the Slave Nebula
- Meeting at Infinity (1961)
- I Speak for Earth (1961, pseudonim: Keith Woodcott)
- The Super Barbarians (1962)
- The Ladder in the Sky (1962, pseudonim: Keith Woodcott)
- The Rites of Ohe (1963)
- The Astronauts Must Not Land (1963) - revizuit și republicat în 1973 sub titlul More Things in Heaven
- The Dreaming Earth (1963)
- Listen! The Stars! (1963) - revizuit și republicat în 1972 sub titlul The Stardroppers
- The Psionic Menace (1963, pseudonim: Keith Woodcott)
- To Conquer Chaos (1964)
- The Whole Man (1964) -  publicat și cu titlul Telepathist

ro. Telepatul - editura Baricada, 1994
- The Long Result (1965)

ro. Răbdarea timpului - editura Univers, 1985 și editura Nemira, 1994 și 2006
- The Day of the Star Cities (1965) - revizuit și republicat în 1973 sub titlul Age of Miracles
- Enigma from Tantalus (1965)
- The Martian Sphinx (1965, pseudonim: Keith Woodcott)
- The Squares of the City (1965)

ro. Orașul ca un joc de șah - editura Ovidiu, 1994
- A Planet of Your Own (1966)
- The Productions of Time (1967)
- Born Under Mars (1967)
- ''Quicksand (1967)

ro. Nisipuri mișcătoare - editura Rao
- Stand on Zanzibar (1968)

ro. Zanzibar - editura Nemira, 1995 și 2006
- Bedlam Planet (1968)
- The Jagged Orbit (1969)

ro. Orbită periculoasă - editura Lucman, 2003
- The Evil that Men Do (1969)
- Double, Double (1969)
- Timescoop (1969)
- The Gaudy Shadows (1970)
- The Wrong End of Time (1971)
- The Dramaturges of Yan (1972)
- The Sheep Look Up (1972)

ro. Oile privesc în sus - editura Rao, 1998
- The Stone That Never Came Down (1973)
- Web of Everywhere (1974) - publicat și cu titlul The Webs of Everywhere

ro. Rețelele infinitului - editura Rao, 1998
- Total Eclipse (1974)
- The Shockwave Rider (1975)

ro. Călător pe unda de șoc - editura Domino, 1997
- The Infinitive of Go (1980)

ro. Infinitivul de la Go - Editura Militară, 1995
- Players at the Game of People (1980)
- Manshape (1982) - Endless Shadow revizuit
- The Crucible of Time (1983)
- The Tides of Time (1984)

ro. Valurile timpului - editura Nemira, 1996
- The Shift Key (1987)
- Children of the Thunder (1988)
- A Maze of Stars (1991)

ro. Un labirint de stele - editura Lucman, 1999
- Muddle Earth (1993)

### Alte culegeri de povestiri
- No Future in It (1962)
- Times Without Number (1962) -  extinsă în 1969

ro. Timpuri nenumărate - editura Vremea, 1996
- Now Then! (1965) - publicată și cu titlul Now Then
- No Other Gods But Me (1966)
- Out of My Mind (1967)
- Not Before Time (1968)
- From This Day Forward (1972)
- Entry to Elsewhen (1972)
- Time-Jump (1973)
- The Book of John Brunner (1976)
- Foreign-Constellations (1980)
- The Best of John Brunner (1988)

### Cărți ieftine
- A Case of Painter's Ear (1991)

### Fără gen
- The Crutch of Memory (1964)
- Wear the Butcher's Medal (1965)
- Black Is the Color (1969)
- The Devil's Work (1970)
- The Great Steamboat Race (1983)
- The Days of March (1988)
- seria May Curfew, care cuprinde:
  - A Plague on Both Your Causes (1969)
  - Honky and the Woodpile (1971)
  - Good Men Do Nothing (1971)

### Volume de poezii
- Trip: A Sequence of Poems Through the U.S.A. (1971)
- A Hastly Thrown Together Bit of Zork (1974)
- Tomorrow May Be Even Worse (1978)

### Volume de cântece
- A New Settlement of Old Scores (1983)